# 天津市第十四中学
天津市第十四中学，简称天津十四中，位于天津市河北区中山北路水产前街31号，1952年8月建校，1958年改为完中校，1980年被确定为天津市重点中学。